# Marinha do Vietnã
A Marinha do Povo do Vietnã, Marinha Vietnamense, Marinha do Vietnã ou ainda Marinha Vietnamita - (vietnamita: Hải quân nhân dân Việt Nam ou Quân chủng Hải quân) é a parte naval do Exército do Povo do Vietnã e é responsável pela proteção das águas nacionais, ilhas, e interesses da economia marítima, bem como a organização da polícia marítima, serviços aduaneiros e a força de defesa das fronteiras.

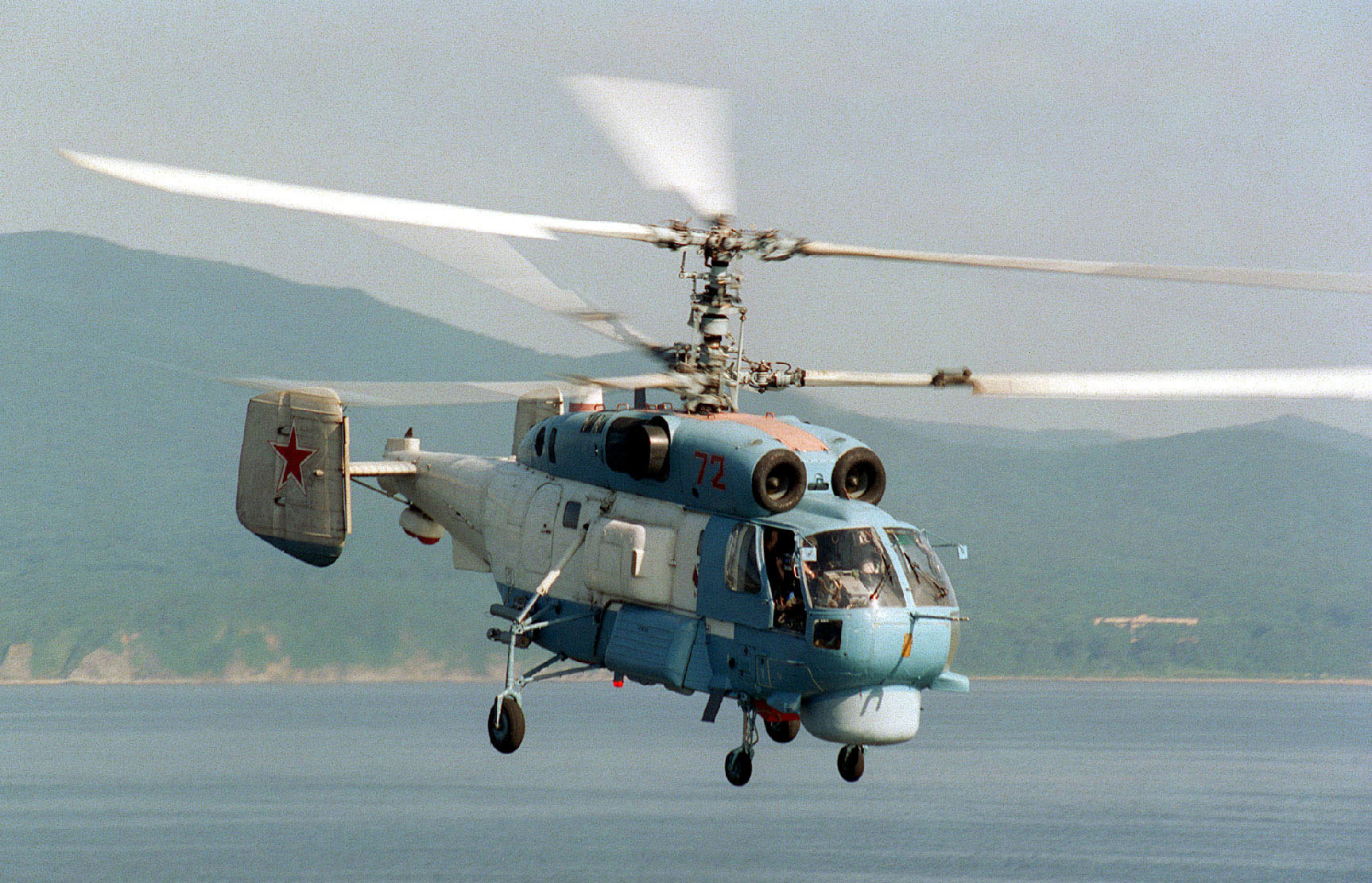
Ka-27 igual ao usado para ataques da MPV.
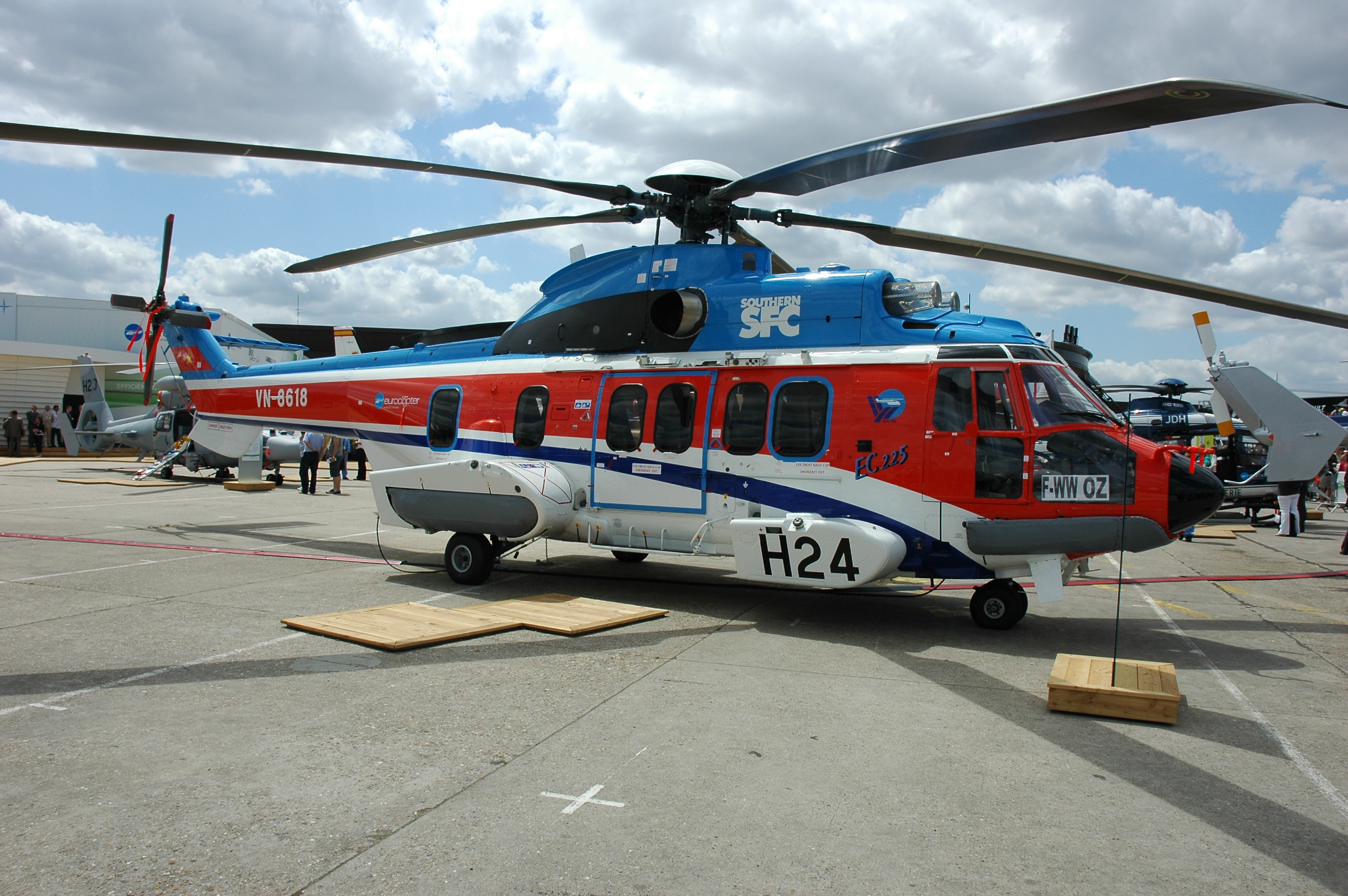
EC225 igual ao usado para patrulhas da MPV.

## Marinha da República do Vietnã
A Marinha da República do Vietnã ou Marinha do Vietnã do Sul (vietnamita: Hải quân Việt Nam Cộng hòa) foi a força naval das Forças armadas do Vietnã do Sul de 1955 a 1975. A frota inicial consistia de embarcações francesas. Após 1955 e a transferência das forças armadas para o controle vietnamita, a frota foi suprida de equipamentos de procedência estadunidense. Com esta assistência a Marinha da República do Vietnã tornou-se uma das maiores do mundo com 42000 homens e mulheres, 672 navios anfíbios, e oficiais, 20 embarcações lança-minas, 450 barcos de patrulha, 56 navios de serviço e 242 Juncos.

### Equipamentos
Navios da classe Landing Ship Tank
- LST-509
- LST-529
- LST-603
- LST-786